# Portici
Portici là một thành phố và cộng đồng (comune) ở tỉnh Napoli trong vùng Campani miền nam nước Ý.
Đô thị Portici có diện tích 4,52 ki lô mét vuông, dân số thời điểm 30 tháng 4 năm 2009 là 54.735 người.
Đô thị này có các đơn vị dân cư (frazioni) sau:
Các đô thị giáp ranh: 
Portici có cung điện hoàng gia Portici.
Portici nằm ở chân núi Vesuvius trên vịnh Napoli, khoảng 8 km (5.0 dặm) về phía đông nam của Napoli. Có một cảng nhỏ. Phía đông nam là Ercolano, trước đây là Resina, nằm trên địa điểm của Herculaneum cổ. San Giorgio a Cremano là một thị trấn gần đó.

## Lịch sử
Thành phố đã hoàn toàn bị phá hủy bởi các Eruption của Vesuvius năm 1631, nhưng được xây dựng lại. Charles III của Tây Ban Nha, vua của Napoli và Sicilia, đã xây dựng một cung điện hoàng gia ở thị trấn từ 1738-1748. Sau khi Garibaldi đánh bại Bourbons năm 1860, cung điện được chuyển thành vườn thực vật Portici và Trường Nông nghiệp Hoàng gia. Nó chứa cổ vật từ Herculaneum, đã được chuyển đến Napoli.

## Kinh tế
Trong lịch sử, cư dân địa phương đã tham gia đánh bắt thủy sản, nuôi tằm dệt lụa vào thế kỷ 20. Sau đó một nền kinh tế đa dạng hơn xuất hiện, với ngành công nghiệp và thương mại như trụ cột chính.
Boeing là mở một trung tâm nghiên cứu vật liệu tiên tiến theo một thỏa thuận với Alenia.